# ミラン・シュコダ
ミラン・シュコダ（Milan Škoda 、1986年1月16日 - ）は、チェコ・プラハ出身のプロサッカー選手。チェコ代表。スュペル・リグ・チャイクル・リゼスポル所属。ポジションは、フォワード。

## クラブ経歴
プラハの数クラブでプレーした後、2005年にボヘミアンズ1905でプロデビュー。ポジションはもともとストッパーだったが、2007年に監督の助言でフォワードにコンバートされた。
2011-12シーズン冬の移籍市場でSKスラヴィア・プラハにレンタルで加入。半年後、完全移籍に移行した。2014-15シーズンは開幕から3試合で4得点を挙げ、この活躍から8月にシノト・リガ月間MVPを獲得した。2014年12月、2017年夏までの新契約にサインした。2015年2月のスロヴァン・リベレツ戦で自身初のハットトリックを達成。2014-15シーズンはダヴィト・ラファタに次ぎリーグランク2位の19ゴールをマークした。2015年9月、契約を2017-18シーズン終了まで延長した。2016年の夏、中国への移籍が噂されたが、実現しなかった。その後、スラヴィアとの契約延長にサインした。
2020年1月11日、スュペル・リグのチャイクル・リゼスポルに移籍した。

## 代表歴
2015年6月開催のUEFA EURO 2016予選・アイスランド代表戦でA代表デビュー。

### ゴール
2016年6月17日現在
| # | 開催日        | 会場                             | 対戦国       | スコア | 結果 | 試合概要           |
| - | ------------- | -------------------------------- | ------------ | ------ | ---- | ------------------ |
| 1 | 2015年9月3日  | ドーサン・アレナ                 | カザフスタン | 1–1    | 2–1  | UEFA EURO 2016予選 |
| 2 | 2015年9月3日  | ドーサン・アレナ                 | カザフスタン | 2–1    | 2–1  | UEFA EURO 2016予選 |
| 3 | 2016年5月27日 | クフスタイン・アレーナ           | マルタ       | 2–0    | 6–0  | 親善試合           |
| 4 | 2016年6月17日 | スタッド・ジェフロワ＝ギシャール | クロアチア   | 1–2    | 2-2  | UEFA EURO 2016     |

## タイトル

### クラブ
スラヴィア・プラハ
- シノト・リガ: 2016-17, 2018-19
- MOLカップ: 2017-18, 2018-19

### 個人
- シノト・リガ月間MVP: 2014年8月, 2015年2月, 2015年8月[4][14]

- シノト・リガ得点王: 2016-17（15ゴール）